# Serafin (Sigrist)
Serafin, imię świeckie Joseph Paul Sigrist (ur. 13 grudnia 1941 w Nowym Jorku) – amerykański biskup prawosławny.

## Życiorys
Został ochrzczony w Kościele Prezbiteriańskim w USA. Jako student college'u zainteresował się prawosławiem i dokonał konwersji na tę religię w soborze Opieki Matki Bożej w Nowym Jorku. Wstąpił następnie do seminarium św. Włodzimierza w Crestwood, po ukończeniu którego, w 1967, wyjechał do Japonii, by podjąć pracę na rzecz Japońskiego Kościoła Prawosławnego. Początkowo był zatrudniony jako nauczyciel w jednej ze szkół prowadzonych przez Kościół, przyjął również święcenia diakońskie i służył w parafii w Toyohashi. Następnie złożył wieczyste śluby zakonne, został wyświęcony na hieromnicha i rozpoczął pracę duszpasterską w Nakonida. 19 grudnia 1971 został wyświęcony na biskupa wschodniej Japonii z siedzibą w Sendai.
W 1987 wrócił do Stanów Zjednoczonych. Kontynuował pracę dydaktyczną jako wykładowca Drew University, wydał również trzy książki.
W 2009 przeszedł w jurysdykcję Kościoła Prawosławnego w Ameryce jako biskup w stanie spoczynku.